# 托德·弗勒
托德·道格拉斯·弗勒（英語：Todd Douglas Fuller，1974年7月25日—），美国NBA联盟职业篮球运动员。他在1996年的NBA选秀中第1轮第11顺位被金州勇士选中。